# László Makra
László Makra (ur. 5 czerwca 1952 w Siklós) – węgierski klimatolog, pracownik naukowo-dydaktyczny z tytułem profesora. Głównym obszarem jego badań jest klimatologia pyłków roślin, w tym przede wszystkim systematyka klimatyczna pyłków ambrozji bylicolistnej oraz związki między stężeniem pyłków roślin a chorobami układu oddechowego.

## Życiorys
W 1970 zdał maturę w Komló, w 1971 rozpoczął studia matematyki i geografii na Wydziale Nauk Przyrodniczych Uniwersytetu Attili Józsefa w Segedynie. W 1976 uzyskał dyplom. Pracował następnie jako asystent w Katedrze Klimatologii tejże uczelni, od 1996 roku z tytułem doktora habilitowanego. Od 2015 roku pracuje na Wydziale Rolniczym Uniwersytetu w Segedynie, w Instytucie Ekonomiki i Rozwoju Regionalnego w Hódmezővásárhely. Od 2016 z tytułem profesora.
W 1978 uzyskał tytuł doktora uniwersyteckiego (tzw. „mały doktorat”), w 1995 obronił dysertację doktorską, w 2004 uzyskał habilitację na Uniwersytecie w Debreczynie. Odbył kilkutygodniowe podróże badawcze do Indonezji (Yogyakarta, 1989), Chin Pekin, 1993; Guangzhou (Kanton), 1995 i Czech (Brno, 1996). Członek rad redakcyjnych kilku węgierskich periodyków; redaktor jednego oraz członek rad redakcyjnych siedmiu międzynarodowych czasopism, członek zarządu International Ragweed Society (2014- ).

## Praca naukowa
Głównym obszarem badań L. Makry są aerozole atmosferyczne i bioaerozole, w tym przede wszystkim systematyka klimatyczna pyłków roślin: klimatologia pyłków roślin. Dziedzina ta stanowi stosunkowo młodą dyscyplinę naukową w międzynarodowej literaturze fachowej, na Węgrzech zaś jest całkowitym novum. W ramach klimatologii pyłków roślin L. Makra zajmuje się badaniem statystycznym pyłków; modelowaniem procesów ich przemieszczania; prognozowaniem stężenia pyłków w powietrzu, jak również związkami pomiędzy stężeniem a chorobami układu oddechowego; analizą wrażliwości na klimat u różnorodnych taksonów oraz prognozowaniem stężenia pyłków w relacji ze zmianami klimatycznymi

### Najważniejsze osiągnięcia naukowe
Kierowanie zakończonymi powodzeniem badaniami terenowymi z użyciem specjalistycznej aparatury w Azji Środkowej (Chiny, Region Autonomiczny Sinciang-Ujgur, 1990; 1994), Indonezji (Jawa, Bali, 1996) i Ameryce Południowej (Brazylia, 1998) dla ustalenia składu pierwiastkowego aerozoli wtórnych w wymienionych rejonach. Zgromadzone próbki powietrza L. Makra i jego współpracownicy poddali analizie w debreczyńskim Instytucie Badań Jądra Atomowego Węgierskiej Akademii Nauk.

### Najważniejsze wyniki badań terenowych

#### 1-2. Podróż badawcza do Chin (1990, 1994)
(A) wysoka zawartość siarki i chloru w aerozolach na tym terenie ma swoje naturalne źródła (sól kamienna, sól glauberska, gips) i jest wynikiem rozległego i znacznego nagromadzenia soli w suchej i pozbawionej odpływów Kotlinie Tarymskiej;
(B) proporcje pierwiastków Si/Fe oraz Ca/Fe, odnotowane na terytorium Takla Makan, mogą posłużyć jako wskaźnik przy śledzeniu długoterminowego przemieszczania się aerozoli, pochodzących z tego terenu (por. zjawisko „żółtego wiatru”, unoszącego się nad środkowa i wschodnią częścią Chin, zjawisko „KOSA” nad Japonia, Oceanem Spokojnym czy Ameryka Północna).

#### Podróż badawcza do Indonezji (1996)
(A) stwierdzono wysoką koncentrację chloru, siarki, miedzi, cynku i chromu w aerozolach atmosferycznych zarówno ponad wyspami Jawa i Bali;
(B) chlor ma w przeważającej mierze pochodzenie oceaniczne (mżawka oceaniczna);
(C) siarka ma pochodzenie częściowo antropogenne, częściowo zaś pochodzi z morskich emisji biogennych;
(D) miedź, cynk i chrom pochodzą przypuszczalnie z gleby.

## Klimatologia pyłów
Twórca węgierskiej klimatologii pyłów roślin. Uznany na arenie międzynarodowej badacz przemieszczania się pyłów i bioaerozoli. Zlokalizował najważniejsze, odległe przestrzennie tereny, z których nad terytorium Kotliny Panońskiej przemieszczają się pyłki ambrozji bylicolistnej. Opracował procedurę badawczą, służącą rozróżnieniu pyłków ambrozji bylicolistnej pochodzących z odległych i bliskich terenów, określił elementy składowe przemieszczającej się masy i jej wartość netto w Kotlinie Panońskiej. Z pomocą węgierskich instytucji, zajmujących się opracowywaniem danych, stworzył największe w skali europejskiej bazy informacji na temat pyłków ambrozji bylicolistnej, stanowiące podstawę dla pierwszych przekrojowych i obejmujących cały kontynent badań tego zagadnienia. Skonstruował ze swoimi współpracownikami kilka modeli prognostycznych dziennej koncentracji pyłków ambrozji. W swojej pracy wykorzystywał naukowo nowatorskie procedury badań chorób dróg oddechowych, oparte na analizie zmiennych meteorologicznych, chemicznych i biologicznych. W publikacjach fachowych o międzynarodowym zasięgu określił, na podstawie prognozowanych zmian klimatycznych, u których taksonów należy oczekiwać rosnącej dyspersji pyłków w Kotlinie Panońskiej. Stworzył najbardziej przekrojowe i szczegółowe mapy parametrów ilościowych i fenologicznych pyłków ambrozji dla kontynentu europejskiego, przy czym w przypadku drugiego z wymienionych parametrów była to pierwsza tego typu mapa.
Autor lub współautor ponad trzystu publikacji naukowych.

## Najważniejsze publikacje
- Enrichment of desert soil elements in Takla Makan dust aerosol (współautor, 2002)
- Meteorological variables connected with airborne ragweed pollen in Southern Hungary (współautor, 2004)
- Selections from the history of environmental pollution, with special attention to air pollution (współautor, 2004)
- The history and impacts of airborne Ambrosia (Asteraceae) pollen in Hungary (współautor, 2005)
- Airborne pollen in three European cities: Detection of atmospheric circulation pathways by applying three-dimensional clustering of backward trajectories (współautor, 2010)
- Forecasting ragweed pollen characteristics with nonparametric regression methods over the most polluted areas in Europe (współautor, 2011)
- Monitoring the long-range transport effects on urban PM10 levels using 3D clusters of backward trajectories (współautor, 2011)
- Multivariate analysis of respiratory problems and their connection with meteorological parameters and the main biological and chemical air pollutants (współautor, 2011)
- Assessment of the Daily Ragweed Pollen Concentration with Previous-Day Meteorological Variables Using Regression and Quantile Regression Analysis for Szeged, Hungary (współautor, 2011)
- Trends in the characteristics of allergenic pollen circulation in Central Europe based on the example of Szeged, Hungary (współautor, 2011)
- Association of allergic asthma emergency room visits with the main biological and chemical air pollutants (współautor, 2012)
- Climate sensitivity of allergenic taxa in Central Europe associated with new climate change – related forces (współautor, 2013)
- Characterizing and evaluating the role of different transport modes on urban PM10 levels in two European cities using 3D clusters of backward trajectories (współautor, 2013).
- Predicting daily ragweed pollen concentrations using computational intelligence techniques over two heavily polluted areas in Europe (współautor, 2014)
- Association of allergic rhinitis or asthma with pollen and chemical pollutants in Szeged, Hungary, 1999-2007 (współautor, 2014)
- Ragweed in Eastern Europe. Invasive Species and Global Climate Change (współautor, 2014)
- A new approach used to explore associations of current Ambrosia pollen levels with current and past meteorological elements (współautor, 2015)
- Anthropogenic Air Pollution in Ancient Times. History of Toxicology and Environmental Health. Toxicology in antiquity. (2015)
- The history of ragweed in the world (współautor, 2015)
- Modelling the introduction and spread of non-native species: International trade and climate change drive ragweed invasion (współautor, 2016)
- Biogeographical estimates of allergenic pollen transport over regional scales: common ragweed and Szeged, Hungary as a test case (współautor, 2016)

## Edytor gości
- International Journal of Environment and Pollution, Special Issue: „Air Pollution” (2007-2009).

## Członkiem Komitetu Redakcyjnego
- Acta Climatologica et Chorologica, Universitatis Szegediensis (1995-);
- International Journal of Biometeorology (2012);
- Annals of West University of Timişoara, Series of Biology (Timişoara, Romania, 2013-);
- Journal of Climatology (2013-);
- Archives of Otolaryngology and Rhinology (2014-);
- Science, Technology and Development (2015-);
- Journal of Natural Products Research Updates (2015-);
- Advances in Modern Oncology Research (2015-)[11].

## Nagrody, odznaczenia
- Stypendium Istvána Széchenyiego (2001)
- Medal pamiątkowy „Pro Meteorológia” (2002)